# Lycée Notre-Dame de Sion Istanbul
Lycée Notre-Dame de Sion (turkiska: Notre-Dame de Sion Özel Fransız Lisesi) är en franskspråkig gymnasiefriskola belägen i distriktet Şişli i Istanbul.
Gymnasiet följer det franska skolsystemet och har över 700 elever.

## Historia
Lycée Notre-Dame de Sion (i dagsläge gymnasieskola) etablerades i det ottomanska riket ursprungligen som en internat- och missionärsskola då endast avsedd för flickor. Den 7 oktober 1856 hade en grupp nunnor från Frankrike som anlänt till Istanbul i Turkiet till en början tagit över administrationen i den katolska katedralen i Istanbul, St. Esprit Cathedral, som också tidigare var i bruk som en internatskola. Administrationen drevs av nunnorna från Barmhärtighetsdöttrarna.
Samma år hade nunnorna för första gången etablerat en internat- och missionärsskola under namnet Lycée Notre-Dame de Sion, som öppnades den 27 november 1856. Det blev den första flickskolan någonsin i Turkiet. Den ottomanska sultanen Abd ül-Aziz beviljade muslimska elever som hade visat intresse kunde gå i skolan. 
Skolan stängdes tillfälligt under första världskriget när de franska nunnorna lämnade Turkiet, till följd av att deras land låg i krig med Turkiet. År 1919 började skolan undervisningen igen. Skolan drevs av nunnor fram till 1989. Efter 140 år i bruk som flickskola accepterades pojkar läsåret 1996–97 i och med samundervisningen.

## Alumni
- Aliye Berger, turkisk konstnär